# Давыдов, Василий Васильевич (учёный)
Васи́лий Васи́льевич Давы́дов (31 августа 1930, Москва — 19 марта 1998, Когалым, Тюменская область) — советский и российский педагог и психолог. Доктор психологических наук (1971), профессор (1973), академик АПН СССР (1978), вице-президент Российской академии образования (1992), заслуженный деятель науки Российской Федерации (1996), лауреат премии Президента Российской Федерации в области образования (1997).

## Биография
В 1953 году окончил психологическое отделение философского факультета МГУ. С 1953 года работал в учреждениях АПН СССР, с 1989 года вице-президент АПН СССР. Почётный член Национальной академии образования США (1982). Член редколлегий изданий «Вопросы психологии» и «Психологический журнал». Последователь Л. С. Выготского, ученик Д. Б. Эльконина и П. Я. Гальперина (с которым позднее дружил до конца жизни). Работы по педагогической психологии посвящены проблемам развивающего обучения и возрастных норм психического развития. Теоретические разработки Давыдова внедрялись и проверялись на практике в московской экспериментальной школе № 91. На основе его теории различных типов мышления человека были созданы и внедрены конкретные программы и учебно-методические пособия по математике, русскому языку, химии, географии и другим предметам. В современной педагогике существует образовательная система развивающего обучения Д. Б. Эльконина — В. В. Давыдова, учебники для которой рекомендованы для начальной школы и некоторых старших классов общеобразовательных школ.
Кроме того, Давыдов профессионально занимался философскими проблемами, в частности, на протяжении многих лет во вверенном ему учреждении поддерживал деятельность нескольких теоретико-методологических семинаров по фундаментальными проблемам мышления и деятельности, культурно-исторической психологии и др. Его дружба с известными философами, составлявшими идеологическую оппозицию советской педагогике — Э. В. Ильенковым, А. А. Зиновьевым, Г. П. Щедровицким и другими дала возможность поставить и во многом решить ряд фундаментальных психологических проблем относительно механизмов обучения и развития. В своих трудах В. В. Давыдов неоднократно довольно смело высказывался по поводу официальных педагогических догм. «Последней каплей» стал выход книги A. C. Арсеньева, Э. В. Бесчеревных, В. В. Давыдова и др. «Философско-психологические проблемы развития образования» под редакцией В. В. Давыдова (М.: Педагогика, 1981), после чего Давыдов в 1983 был исключён из партии, снят с должности директора Института общей и педагогической психологии АПН СССР и даже отстранён от работы в экспериментальной школе № 91, где проводил свой формирующий эксперимент. Однако уже через несколько лет, в 1986, награждён премией им. Ушинского за достижения в педагогике, а позднее восстановлен в партии и в 1989 вновь назначен директором института общей и педагогической психологии АПН СССР. (Согласно В.П. Зинченко, восстановлению Давыдова в партии поспособствовал Георгий Смирнов.)
В 1991 году В. В. Давыдов по приглашению Н. Г. Алексеева включается в работу Научного Совета по философии образования при Президиуме Российской академии образования, совместно с такими ведущими философами, психологами и педагогами как Ю. В. Громыко, И. И. Ильясов, В. А. Лекторский, В. С. Мухина, Н. И. Непомнящая, В. А. Петровский, А. П. Огурцов, В. М. Розин, Б. В. Сазонов, В. И. Слободчиков, И. Н. Семенов, В. С. Швырев, П. Г. Щедровицкий, Э. Г. Юдин и другими.
Похоронен на Калитниковском кладбище г. Москвы.

## Вклад в развитие психологии и педагогики

### Теория содержательного обобщения и формирования учебной деятельности Д. Б. Эльконина — В. В. Давыдова
В результате многолетних экспериментальных исследований (с 1959, совместно с Д. Б. Элькониным), В. В. Давыдов выявил условия организации развивающего обучения. Разработал теорию учебной деятельности.
Критика традиционного обучения
По мнению В. В. Давыдова в современных условиях в младшем школьном возрасте можно решать специфические образовательные задачи при условии развития у учащихся абстрактно-теоретического мышления и произвольного управления поведением.
Традиционное начальное образование не обеспечивает полноценного развития большинства младших школьников. Традиционное начальное образование не создает в работе с детьми необходимых зон ближайшего развития, а тренирует и закрепляет те психические функции, которые в своей основе возникли и начали развиваться ещё в дошкольном возрасте (чувственное наблюдение, эмпирическое мышление, утилитарная память и т. п.). Обучение должно быть направлено на создание необходимых зон ближайшего развития, которые превращались бы со временем в психические новообразования.
С точки зрения В. В. Давыдова, ориентация содержания и методов обучения преимущественно на формирование у школьников основ эмпирического мышления в начальной школе — не самый эффективный путь развития детей. Построение учебных предметов должно предполагать формирование у школьников теоретического мышления, которое имеет своё особое, отличное от эмпирического, содержание.
Такое обучение ориентировано не только на ознакомление с фактами, но и на познание отношений между ними, установление причинно-следственных связей, на превращение отношений в объект изучения. Исходя из этого, В. В. Давыдов и Д. Б. Эльконин свою концепцию развивающего обучения связывают прежде всего с содержанием учебных предметов и логикой (способами) его развертывания в учебном процессе. В основе развивающего обучения школьников, по мнению В. В. Давыдова и Д. Б. Эльконина, лежит теория формирования учебной деятельности и её субъекта в процессе усвоения теоретических знаний посредством выполнения анализа, планирования и рефлексии. В этой теории речь идет не об усвоении человеком знаний и умений вообще, а именно об усвоении, происходящем в форме специфической учебной деятельности. В процессе её осуществления школьник овладевает теоретическими знаниями. Их содержание отражает происходящее, становление и развитие какого-либо предмета. При этом теоретическое воспроизведение реального, конкретного как единства многообразия осуществляется движением мысли от абстрактного к конкретному. Приступая к овладению каким-либо учебным предметом, школьники с помощью учителя анализируют содержание учебного материала, выделяют в нём некоторое исходное общее отношение, обнаруживая вместе с тем, что оно проявляется во многих других частных случаях. Фиксируя в знаковой форме выделенное исходное общее отношение, они создают содержательную абстракцию изучаемого предмета.
Продолжая анализ учебного материала, учащиеся раскрывают с помощью учителя закономерную связь этого исходного отношения с его различными проявлениями и тем самым получают содержательное обобщение изучаемого предмета. Затем учащиеся используют содержательные абстракции и обобщения для последовательного создания с помощью учителя других, более частных абстракций и объединяют их в целостном учебном предмете. В этом случае они превращают исходные мыслительные образования в понятие, которое служит в дальнейшем общим принципом их ориентации во всем многообразии фактического учебного материала. Такой путь усвоения знаний имеет две характерные черты. Во-первых, мысль учащихся целенаправленно движется от общего к частному. Во-вторых, усвоение направлено на выявление учащимися условий происхождения содержания усваиваемых ими понятий.
Теоретическое понятие можно усвоить только в ходе дискуссии. Значимым в этой системе обучения становятся не столько знания, сколько способы умственных действий, что достигается при воспроизводстве в учебной деятельности детей логики научного познания: от общего к частному, от абстрактного к конкретному.
Под теоретическим мышлением понимается словесно выраженное понимание человеком происхождения той или иной вещи, того или иного явления, понятия, умение проследить условия этого происхождения, выяснить, почему эти понятия, явления или вещи приобрели ту или иную форму, воспроизвести в своей деятельности процесс происхождения данной вещи.
Основные принципы
- дедукция на основе содержательных обобщений;
- содержательный анализ;
- содержательное абстрагирование;
- теоретическое содержательное обобщение;
- восхождение от абстрактного к конкретному;
- содержательная рефлексия.

Ход обучения
- знакомство с предлагаемой научной ситуацией или задачей;
- ориентировка в ней;
- образец преобразования материала;
- фиксация выявленных отношений в виде предметной или знаковой модели;
- определение свойств выделенного отношения, благодаря которым выводятся условия и способы решения исходной задачи, формулируются общие подходы к решению;
- наполнение выделенной общей формулы, вывода конкретным содержанием.

Основные методические подходы
- Отрицание концентрического построения учебных программ.
- Непризнание универсальности использования конкретной наглядности в начальной школе.
- Свобода выбора и вариативность домашних заданий, имеющих творческий характер.

Особенностями урока в данной системе являются коллективная мыследеятельность, диалог, дискуссия, деловое общение детей.
Допустимым является только проблемное изложение знаний, когда учитель идёт к школьникам не с готовым знанием, а с вопросом.
На первом этапе обучения основным является метод учебных задач, на втором — проблемное обучение. Учебная задача в этой концепции похожа на проблемную ситуацию:
- Принятие от учителя или самостоятельная постановка учебной задачи.
- Преобразование условий задачи с целью обнаружения всеобщего отношения изучаемого объекта.
- Моделирование выделенного отношения для изучения его свойств в предметной, графической и буквенной формах.
- Преобразование модели отношения для изучения его свойств в «чистом виде».
- Построение системы частных задач, решаемых общим способом.
- Контроль за выполнением предыдущих действий.
- Оценка усвоения общего способа как результата решения данной учебной задачи.

Качество и объём работы оцениваются с точки зрения субъективных возможностей учащихся.
Оценка отражает персональное развитие ученика, совершенство его учебной деятельности.
Система начала формироваться с конца 1950-х годов, в массовой школе она стала распространяться в 1980-х — 1990-х годах. В 1996 году Решением коллегии министерства образования РФ система Эльконина — Давыдова утверждена в качестве официальной системы начального образования (наряду с традиционной системой и системой Занкова).

## Память
- Зинченко В. П. Саморазвитие духа (памяти друга) // Вопросы психологии. — М.: Школа-Пресс, 1998. — № 5. — С. 4-11. — ISSN 0042-8841. Архивировано 23 августа 2010 года.
- Заседание памяти Василия Давыдова на IV Международном конгрессе по Теории Деятельности (Дания, Орхус, июнь 1998 г.), — выступали Л. В. Берцфаи — вдова В. В. Давыдова, И. Ломпшер (Германия), С. Веджетти (Италия), В. П. Зинченко, К. Амано (Япония), М. Коул (США), Ю. Энгерстём (Финляндия), В. В. Рубцов, Ю. В. Громыко (Россия), Ж. Карпей (Нидерланды) и другие. На пленарном заседании конгресса был зачитан доклад В. В. Давыдова «Новый подход к пониманию структуры и содержания деятельности», который он успел подготовить до своей кончины.
- Турнир памяти В. В. Давыдова для учащихся старшей ступени образования «Знатоки чтения»
- Московский городской турнир памяти В. В. Давыдова, ГОУ ЦО № 548 «ЦАРИЦЫНО» 11.08.2008
- Конгресс памяти В. В. Давыдова в Научно Исследовательском Институте Инновационных Стратегий Развития Общего Образования (НИИ ИСРОО). Ю. В. Громыко: «…мы продолжаем традицию Василия Васильевича Давыдова». Программа В. В. Давыдова в деятельности ИОИ и НИИ ИСРОО
- Громыко Ю. В. Метод Давыдова. Пушкинский институт, АО «Московские учебники», М. 2003.
- Международный научный симпозиум «Научная школа В. В. Давыдова: проблемы теории и практики» 16—17 сентября 2010 года (недоступная ссылка) — Психологический институт РАО и МГППУ
- Юбилейная конференция к 80-летию со дня рождения В. В. Давыдова «Теоретическое отношение к действительности: природа, развитие, образовательная поддержка» в РГГУ, 20—21 сентября. Организаторы Институт психологии им. Л. С. Выготского, Психологический институт РАО, Научно-Исследовательский Институт Инновационных Стратегий Развития Общего Образования, Фонд им. Л. С. Выготского.

## Основные работы
Книги
- Виды обобщения в обучении (логико-психологические проблемы построения предметов). — М.: Педагогика, 1972;
- Проблемы развивающего обучения. — М.: Педагогика, 1986.
  - 2-е изд. — М. 2004;
- Теория развивающего обучения. — М.,1996;
- Давыдов В. В., Громыко Ю. В. и др. Проект «Национальной доктрины развития образования». — М., 1997.

Статьи
- Анализ структуры мыслительного акта // Доклады Академии педагогических наук РСФСР, 1960, № 2;
- О понятии личности в современной психологии // Психологический журнал. 1988. № 4;
- Научное обеспечение образования в свете нового педагогического мышления // Новое педагогическое мышление. М., 1989;
- Давыдов В. В., Громыко Ю. В. Концепция экспериментальной работы в сфере образования // Вопросы психологии. — 1994.- № 6. — С. 31—37.